# Colla dels Xiquets de Valls
|  | Per a altres significats, vegeu «Xiquets de Valls». |

La Colla dels Xiquets de Valls, popularment coneguda com "la Barreja", va ser una colla castellera de Valls, a l'Alt Camp, nascuda l'any 1939 i activa fins al 1947.

## Història
La colla fou creada a partir de la fusió forçada per les autoritats franquistes de les dues colles vallenques anteriors: la Colla Nova dels Xiquets de Valls i la Colla Vella dels Xiquets de Valls. El color de la camisa d'aquesta colla no era uniforme, atès que cada casteller conservà la camisa de la seva colla de procedència: vermell per la Nova i rosat per la Vella. La direcció de la colla quedà en mans dels antics integrants de la Nova, amb en Ramon Barrufet, àlies "el Blanco", com a màxim responsable.
La colla es proclamà vencedora de les edicions del concurs de castells de Valls de l'any 1941 i del concurs de castells del Vendrell de l'any 1945.
L'any 1947, un grup de castellers de l'antiga Colla Vella, disconformes amb el lideratge d'en Blanco, el seu cap de colla, s'escindiren de la Barreja per recuperar la seva antiga colla, i retornar així a Valls la seva tradicional dualitat castellera.
Participació en els concursos de castells
| Resultat              |
| --------------------- |
| Descarregat (D)       |
| Carregat (C)          |
| Intent (I)            |
| Intent desmuntat (ID) |

La Colla dels Xiquets de Valls va participar en dos concursos de castells i en les dues ocasions van proclamar-se vencedors, si bé el 1941 va quedar en primer lloc ex aequo amb els Nens del Vendrell. La següent taula mostra el resultat dels castells provats per la colla en els concursos en què va participar. També hi figuren els punts totals i la posició que va aconseguir sobre el total de colles participants.
| Núm. | Concurs                          | Data                 | Castells | Castells | Castells  | Castells | Castells | Punts | Pos. | Ref.     |
| Núm. | Concurs                          | Data                 | 1a r.    | 2a r.    | 3a r.     | 4a r.    | 5a r.    | Punts | Pos. | Ref.     |
| ---- | -------------------------------- | -------------------- | -------- | -------- | --------- | -------- | -------- | ----- | ---- | -------- |
| 1    | Concurs de castells de Valls     | 26 d'octubre de 1941 | 5de7(i)  | 5de7     | 3de7ps(i) | 3de7ps   | 2de7(i)  | 900   | 1/3  | [ n. 1 ] |
| 2    | Concurs de castells del Vendrell | 14 d'octubre de 1945 | 5de7     | 4de8     | 3de7ps    | 2de7(c)  | 4de7a    | 2.440 | 1/3  | [ n. 2 ] |